# ポポサウルス科
ポポサウルス科（ポポサウルスか、学名：Poposauridae）は、後期三畳紀に生息していた偽鰐類の科。直立型の二足歩行を行う動物食性動物であるポポサウルス上科の下位分類群である。Nopsca (1928)によりポポサウルスの化石に基づいて設立された。

## 上位分類
Nopsca (1921)でポポサウルスが三畳紀の鳥盤類の恐竜と考えられていたため、Nopsca (1928)でもポポサウルス科は恐竜の分類群として扱われていた。その後Colbert (1961)によりポポサウルスの再記載が行われると、ポポサウルス科は竜盤類の獣脚類のうちカルノサウルス類に再分類されたが、依然として恐竜としての分類であった。Colbert (1961)はポポサウルス科の寛骨臼が貫通していること、また腸骨のうち寛骨臼の前側の部位が後側の部位より短いことを特徴として挙げており、この腸骨形態を鳥盤類と反するものとした。
ここまでの分類の変遷をレビューした上で、Galton (1977)はポポサウルス科の骨盤と恐竜の骨盤の間の類似性が低いことを指摘し、唯一獣脚類と共通する恥骨形態についてもヘレラサウルスやスタウリコサウルスおよび三畳紀以降の獣脚類と別に独立して獲得されたものであるとした。Galton (1977)はポポサウルス科を偽鰐類として位置づけ、腸骨の前側突起が短いこと、寛骨臼の後方のブレードが長いこと、寛骨臼上部にほぼ垂直な稜を持つこと、恥骨が棒状に長く伸びていて先端でピュービック・ブーツが発達することを特徴として挙げた。またGalton (1977)によれば、寛骨臼はポポサウルス科の全種ではないものの複数の種で貫通する可能性がある。
Chatterjee (1982, 1985)やBenton (1984, 1986) でポポサウルス科はラウイスクス科と共にラウイスクス類に含まれた。ポポサウルス上科とラウイスクス上科をまとめて単系統群とするような、この見解と調和的な系統解析結果はBrusatte et al. (2010)で得られている。その一方で、Nesbitt (2011)の系統解析結果では、ラウイスクス上科とポポサウルス上科の2上科のみを排他的な分岐群として纏めることができない系統樹が得られている。

## 下位分類
従来的にクルロタルシ類と呼ばれたワニ系統の主竜類を対象とする初期の系統解析では、Poposaurus、Postosuchus、Teratosaurus、Bromsgroveiaがポポサウルス科に含まれた。しかし後の研究でテラトサウルスがラウイスクス科に再分類され、また2000年代に公開されたすべての系統解析においてポストスクスもラウイスクス科あるいはプレストスクス科に位置付けられている。
以下は本科に属する属の一覧。
| 属                      | ステータス       | 時代       | 場所           | 付記                           | 画像 |
| ----------------------- | ---------------- | ---------- | -------------- | ------------------------------ | ---- |
| - †Dolichobrachium (en) | 疑問名           | 後期三畳紀 | 北アメリカ大陸 |                                |      |
| - †Lythrosuchus         | ジュニアシノニム |            |                | ポポサウルスのジュニアシノニム |      |
| - †Poposaurus           | 有効名           | 後期三畳紀 | 北アメリカ大陸 |                                |      |